# That's What I Am
Pour plus de détails, voir Fiche technique et Distribution.
That's What I Am est un film américain réalisé par Michael Pavone, sorti en 2011 avec comme acteurs principaux Ed Harris et Randy Orton. Pour sa sortie en DVD en France, le film porte le titre What I Am.

## Synopsis
Andy Nichol, 13 ans, est en première année au collège. Il reste deux semaines avant la fin de l'année. Son professeur de littérature, M. Simon, l’a placé en binôme pour, un devoir avec le meilleur élève de la classe, qui se trouve être aussi le nanti de la classe : Stanley Minor, dit « poil de carotte ». Stanley est mal-aimé car il est différent (plus grand que les autres, roux, moins beau…) ce qui pousse certains élèves méchants comme la brute du collège Ricky Brown à se moquer de lui (au début du film, Ricky Brown l’arrose avec un pistolet à eau pour que tout le monde croit que Stanley a uriné dans son pantalon). Pour mener à bien leur projet, les deux élèves décident de se retrouver tous les jours à la pause dans le coin réservé aux parias du collège. C’est de ce coin qu’Andy assiste au véritable lynchage d’une fille par Jason Freel, un garçon qui a touché malencontreusement cette fille, surnommée la lépreuse, et qui est persuadé que pour ne pas « être contaminé », il doit taper sur elle. Ne souhaitant pas la retoucher, il la frappe avec son blouson. Andy, Norman (le meilleur ami de Stanley) et Stanley assistent à la scène et Stanley intervient en soulevant de plusieurs centimètres Jason Freel. Cependant, il ne le tape pas et se contente de lui faire peur. 
Profondément touché par cet événement, le professeur Simon essaye de consoler la fillette. La principale du collège, Mme Kellner, renvoie du collège Jason Freel pour plusieurs jours. À son retour au collège, le garçon surprend une conversation parlant du professeur Simon comme homosexuel. Après en avoir parlé à son frère, Jason Freel en parle à ses parents. Choqué par cette rumeur, M. Nichol, le père de Jason, rencontre la principale pour lui demander de renvoyer M.Simon, car celui-ci pourrait transmettre de mauvaises valeurs aux élèves.
La principale décide alors de discuter avec M.Simon qui refuse de lui dire s’il est ou non homosexuel. Cette réponse suffit à la principale, mais ne plaît nullement à M. Nichol qui menace la principale. Pour ne pas créer de problèmes, M.Simon décide de quitter le collège à la fin de l’année scolaire pour aller enseigner dans une autre ville. 
Pendant ce temps, l’exposé d’Andy et Stanley avance, ceux-ci ayant choisi comme thème « la tolérance ». Le jeune garçon doit aussi faire face aux affres de la puberté et à son attirance pour la belle et convoitée Mary Clear, fille qui se trouve être l’ancienne petite amie de la brute du collège, Ricky Brown. Celui-ci n’apprécie pas vraiment l’attirance (réciproque) du garçon pour la jeune fille et menace de frapper Andy si celui-ci « sort » avec Mary. Stanley intervient alors et Ricky s’enfuit. Andy, qui a appris à apprécier Stanley, s’excuse alors de ne pas être intervenu quand des élèves se sont moqués de Stanley. 
À la soirée des talents, une sorte de gala de fin d’année, Andy n’aura pas cette attitude passive et convaincra Norman de venir assister à la soirée pour soutenir moralement son ami Stanley, qui a décidé de chanter. Bien qu'assez inquiets à propos des éventuelles conséquences de cette exhibition, Norman et Andy soutiennent Stanley, ce qui conduit même Andy a frapper Ricky Brown au moment où celui-ci allait lancer une tomate sur Stanley. Finalement la prestation de Stanley est un succès et pour Andy, la soirée s’achève par un premier baiser échangé avec Mary Clear.
Le lendemain, c’est la dernière journée de l’année scolaire et parallèlement, la dernière journée au collège pour M.Simon. Tous les élèves se sont cotisés pour lui acheter des fleurs et pour lui faire un au-revoir très chaleureux.

## Fiche technique
- Titre original : That's What I Am
- Réalisation : Michael Pavone
- Scénario : Michael Pavone
- Décors : Raymond Pumilia
- Costumes : Claire Breaux
- Photographie : Kenneth Zunder
- Montage : Marc Pollon
- Musique : James Raymond
- Production : Michael Pavone
- Société de production : WWE Studios
- Société de distribution :  The Samuel Goldwyn Company
- Format : Couleurs - 35 mm - 1,33:1
- Pays d'origine :  États-Unis
- Langue : Anglais
- Dates de sortie :
  -  États-Unis : 29 avril 2011

## Distribution
- Ed Harris (V. F. : Patrick Floersheim) : M. Simon
- Randy Orton : Ed Freel
- Molly Parker : Mme Nichol
- Amy Madigan : le principal Kelner
- Chase Ellison (V. F. : Gabriel Bismuth-Bienaimé) : Andy Nichol
- Daniel Roebuck : M. Nichol
- Mia Rose Frampton : Mary Clear
- Stewart Deane Cameron : Carl Freel
- Daniel Yelsky : Norman Gunmeyer
- Alexander Walters : Stanley « poil de carotte » Minor
- Camille E. III Bourgeois : Jason Freel
- Reynolds Jordanie : Ricky Brown
- Geraldine Singer (V. F. : Marie-Madeleine Burguet-Le Doze) : Mme Cranby
- Raymond Philip Michael Diamond (VF : Adrien Solis) : Myron Stort

Source : Version française (V. F.) sur RS Doublage

## Réception et critiques
- À sa sortie (limitée à 10 salles) le film a rapporté 6 400 $ en trois jours[3].
- Sélection officielle au festival international du film de Santa Barbara 2011.